# Distrito de Łódź Oriental
Łódź Oriental (polaco: powiat łódzki wschodni) es un distrito (powiat) del voivodato de Łódź (Polonia). Fue constituido el 1 de enero de 1999 como resultado de la reforma del gobierno local de Polonia aprobada el año anterior. Su sede administrativa es Łódź, aunque la ciudad no forma parte de él y por sí misma es otro distrito distinto. Además de con dicha ciudad, limita con otros cinco distritos: al norte con Zgierz, al nordeste con Brzeziny, al sudeste con Tomaszów Mazowiecki, al sur con Piotrków y al oeste con Pabianice; y está dividido en seis municipios (gmina): tres urbano-rurales (Koluszki, Rzgów y Tuszyn) y tres rurales (Andrespol, Brójce y Nowosolna). En 2011, según la Oficina Central de Estadística polaca, el distrito tenía una superficie de 499,76 km² y una población de 67 398 habitantes.